# Percefleur indigo
Diglossa indigotica
Espèce
Statut de conservation UICN

 LC  : Préoccupation mineure
Le Percefleur indigo (Diglossa indigotica) est une espèce de passereaux appartenant à la famille des Thraupidae.

## Taxinomie
synonymeDiglossopis indigotica